# Dynasty Warriors 4
Dynasty Warriors 4, in Giappone Shin: Sangoku musō 3 (真・三國無双3?), è un videogioco hack 'n slash, quarto capitolo della serie Dynasty Warriors. Dynasty Warriors 4 è stato sviluppato dalla Omega Force e pubblicato dalla Koei.
Il videogioco è stato reso disponibile per PlayStation 2 (PS2) e Xbox, ed è ispirato su una serie di romanzi chiamata Il romanzo dei tre regni, scritto da Luo Guanzhong. Man mano che la serie è andata avanti, la storia si è distaccata sempre di più da quella de Il romanzo dei tre regni. Quando è stato pubblicato in Giappone ha raggiunto le vette delle classifiche di vendita, con oltre nove milioni di copie vendute nei primi nove giorni, ed ha ricevuto un giudizio di 78 su 100 su Metacritics.
Originariamente pubblicato per PS2 nel marzo 2003, è stato in seguito convertito per Xbox a settembre dello stesso anno e, nel 2005 convertito per PC sotto il nome di Dynasty Warriors 4 Hyper. Sono state inoltre pubblicate due espansioni della versione del videogioco per PS2, Xtreme Legends ed Empires. Considerando che Xtreme Legends richiede al giocatore di utilizzare il disco originale di Dynasty Warriors 4 per avere accesso a tutti i suoi contenuti, Empires invece è un'espansione stand-alone e può essere utilizzato in ogni sua parte, senza l'ausilio del disco originale. Le espansioni non sono disponibili nelle altre conversioni del videogioco.